# Eremophila caerulea
Eremophila caerulea är en flenörtsväxtart som först beskrevs av Spencer Le Marchant Moore, och fick sitt nu gällande namn av Friedrich Ludwig Diels. Eremophila caerulea ingår i släktet Eremophila och familjen flenörtsväxter. Inga underarter finns listade i Catalogue of Life.